# La Fleur bleue du jacaranda
La Fleur bleue du jacaranda (népalais : शिरीषको फूल, Shirish ko Phool), publié en 1965, est un roman en langue népalaise de Parijat (ou Pǎrijǎt, Bishnu Kumari Waiba de son vrai nom), écrivaine népalaise. C'est son premier et plus célèbre roman. Il a reçu le Madan Puraskar (en) en 1965.

## Résumé
Suyog, antihéros, rencontre Sakambari et ses deux sœurs par l'intermédiaire de son seul ami, Shivaraj. Suyog est un homme solitaire d'âge moyen, ancien militaire désabusé au passé sombre ; il voit les trois sœurs avec un regard de luxure. Il considère Mujura comme la femme par excellence avec toutes les vertus féminines et le choix d'épouse le plus logique. Cependant, il est attiré par Sakambari (dite Bari), une personnalité rebelle qui n'adhère pas aux attentes traditionnelles quant à la façon dont une femme doit se comporter ou s'habiller.
Il trouve ses propres philosophies fortement en contradiction avec les siennes et leur rencontre l'amène à réévaluer sa vie passée. Il en vient à reconsidérer ses actes, tels que le viol et meurtre de trois femmes qu'il a commis pendant la guerre. Auparavant, il les avait rationalisé comme étant acceptables sous le risque de mort immédiate et estimait que lui et ses victimes subissaient à l'époque. Il les considère désormais comme criminels. Il se retrouve alors incapable de continuer sans amour ni rédemption.
Postulant que, soit Bari l'acceptera et il aura le bonheur, soit elle le blessera ou le tuera pour la transgression, lui donnant ainsi la rédemption, il s'empare d'elle et l'embrasse. Cependant, Bari le regarde simplement profondément et s'éloigne, disparaissant dans la maison. Il est désemparé et confus. Des mois après l'incident, il découvre que Sakambari est décédé d'une maladie. Ainsi, Suyog expérimente le grand vide de la vie, acceptant l'échec, le malheur et la futilité de la vie. Il accepte aussi que l’amour non partagé soit un viol,,.

## Personnages

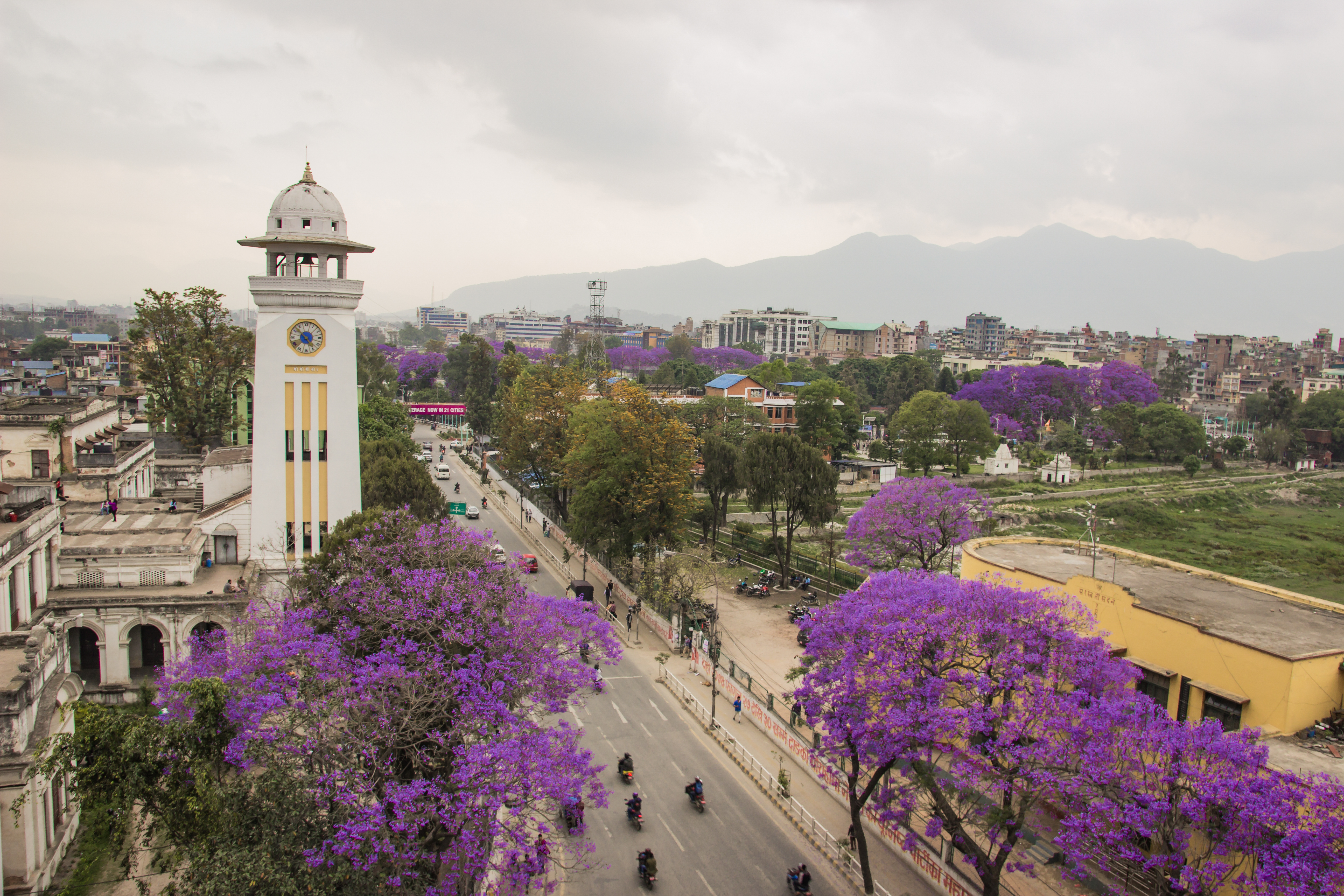
Vue de Ghanta Ghar (tour horloge) à Katmandou, au milieu de jacarandas fleuris.

- Vue de Ghanta Ghar (tour horloge) à Katmandou, au milieu de jacarandas fleuris.Suyog Bir Singh, un vétéran Gurkha de quarante-cinq ans, qui a combattu en Birmanie pendant la Seconde Guerre mondiale[2].
- Sakambari, souvent surnommée Bari, une jeune femme forte dont Suyog tombe amoureux. Elle habite avec sa fratrie et ses serviteurs une maison de Bishalnagar (à Katmandou) entourée de jacarandas. Son père est mort depuis longtemps et sa mère est repartie pour les plaines du Teraï. Ses cheveux sont courts et bouclés, comme ceux d'un soldat hébreux antique. Elle fume beaucoup de cigarettes. Sa voix claque comme un coup de fusil. Dotée d'un fort caractère, elle se montre cynique, railleuse, irrespectueuse et malicieuse[2].
- Shivaraj, le compagnon de beuverie de Suyog, plus jeune que lui, se saoulant notamment au rhum Khukri et au rakshi. Il est l'aîné de sa fratrie et frère de Sakambari, qui lui reproche de trop boire. Il est décrit comme un sang-mêlé, fils d'un chetri (en) ayant épousé une gurung. Sa famille, autrefois brahmane, était déchue de sa caste depuis l'époque de son grand-père maternel[2].
- Mujura, la sœur aînée de Sakambari, qui a fini ses études.
- Sanu (surnom signifiant "la Petite"), la sœur cadette de Sakambari, qui finira par s'enfuir avec un amoureux.

## Thèmes et styles majeurs
Des thèmes tels que l'athéisme, la mélancolie et le pessimisme peuvent être observés. Certains parallèles avec la mythologie hindoue peuvent également être établis. Pour son contenu progressiste et critique, il est également salué comme un pionnier de la progression de la littérature népalaise.

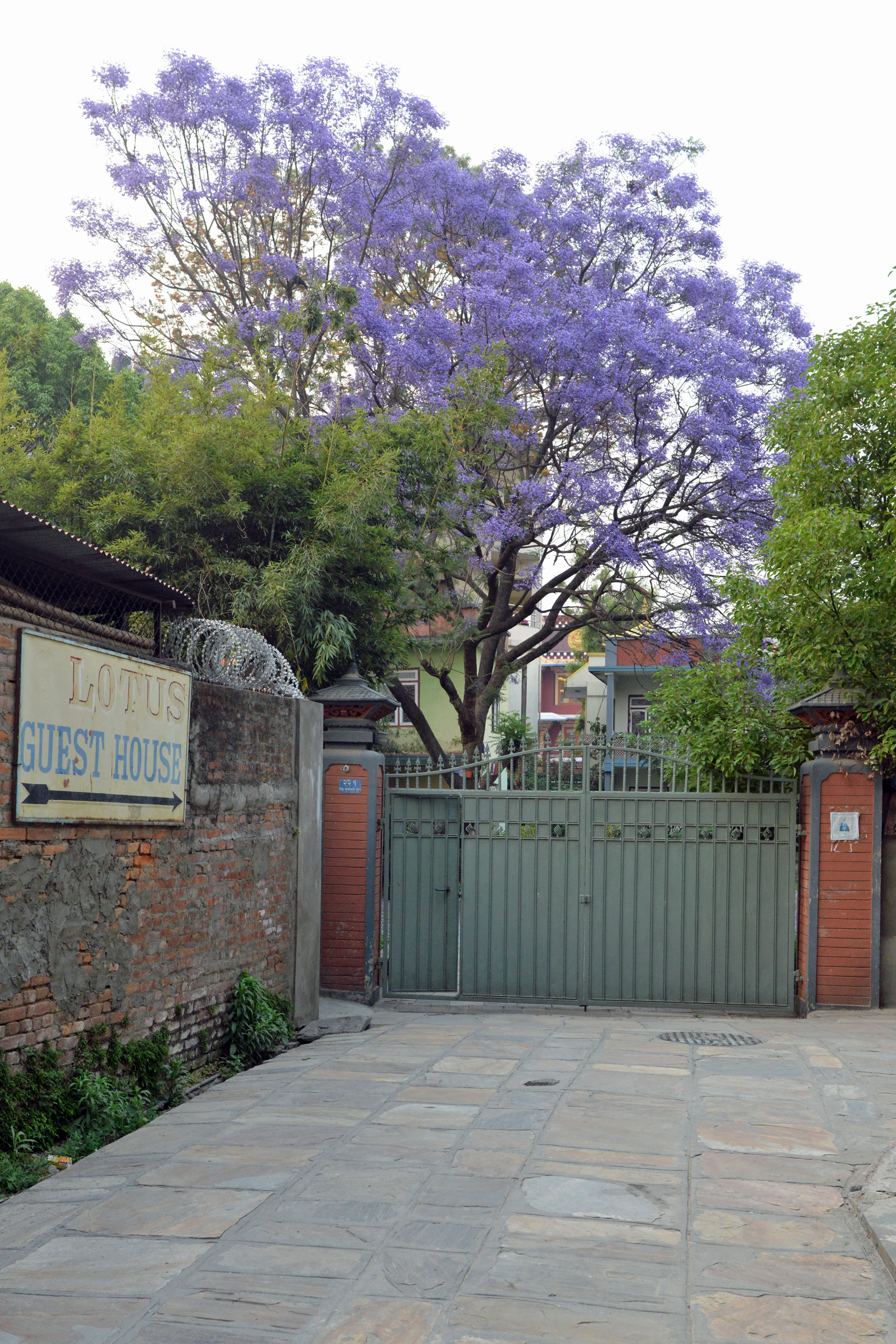
Jacaranda fleuri à Katmandou.

Le narrateur est un vétéran cynique et désespéré, revenu d'une guerre sans gloire. Il change d'avis sur les crimes de guerre tout au long du roman. Au début, il les nie, mais peu à peu il les reconnaît et les condamne. Le développement du roman s'étend sur deux ans. Les changements de saison et le les évolutions du jacaranda du jardin de Sakambari sont mis en avant dans le roman. La saison reflète la situation personnelle du héros et son évolution.

## Historique
Née dans une famille aisée de Darjeeling (en Inde), Parijat appartient à l'ethnie népalaise tamang. Très jeune, elle perd sa mère et souffre d'une paralysie partielle due à un rhumatisme articulaire. Elle s’est alors consciemment engagée dans la pratique de la résilience face aux défis de l’existence et de sa liberté. C'est son environnement d’enfance difficile qui s’est révélé être une aubaine pour développer la profondeur philosophique de sa personnalité littéraire. Son père étant médecin, elle n'a pas eu à passer son enfance dans des difficultés financières. Mais l'incapacité qu'il avait à comprendre son domaine d'intérêt était une source de grande tristesse et de difficultés pour lui. Elle voulait se plonger dans la littérature, mais il voulait qu'elle devienne médecin. Elle voulait s'évader dans son imagination, mais il l'a forcée à se concentrer sur les mathématiques.
Elle s'installe en 1954 à Katmandou (capitale du Népal) et poursuit ses études en littérature anglaise. Dans une interview, elle expliquera à propos de cette période : « J'étais plus intéressée par l’écriture de romans que par la poésie. Avant d’obtenir ma licence, j’avais étudié en profondeur les romans russes, indiens et français. Le roman népalais ne me satisfaisait absolument pas. L’ambition démesurée d’écrire un roman unique a commencé à monter en moi et, après avoir obtenu mes diplômes d’études supérieures et de licence, j’ai écrit quatre romans : Sangharsh, Manav Antaryami, R’Sharda et R’Bar Peepal. Insatisfait, j’ai bandé les yeux de Sukanya et je les ai tous brûlés. Cette ambition démesurée est devenue encore plus forte. Avant même que je puisse écrire un seul roman unique, une autre maladie démesurée m’a cloué au lit pendant trois ans. Le point culminant de cette ambition démesurée est La Fleur bleue du jacaranda »,.
Si le pays connait une longue tradition de la poésie, la prose ne s'est vraiment développée qu'à partir des années 1930. Tandis que les années 1960 ont vu prospérer le roman et la nouvelle, actuellement très prisés au Népal. De plus, la littérature est longtemps demeurée conservatrice et très conventionnelle, sous le joug de la censure. Cependant, les prises de conscience politiques, les ouvertures aux influences occidentales, les bouleversements de la société traditionnelle et de la condition de la femme ont renouvelé la littérature. Plus tard, le processus de démocratisation du pays enclenché en 1990 a participé à la liberté d’expression,,,,.
Ainsi, bien qu’elle ait débuté comme poétesse, Parijat décide ensuite de produire un roman exceptionnel en langue népalaise. Elle a écrit quatre romans alors qu'elle étudiait pour passer ses diplômes d'Intermediate of Arts (en) et de Bachelor of Arts, qu'elle a obtenu. Elle n’a pas peur de brûler quatre de ses romans lorsqu’elle sent qu’ils ne donnent pas le résultat escompté. Lorsque ce cinquième roman qui la rendra célèbre est né de sa plume, elle l'a finalement publié, mais seulement après avoir senti qu'il s'était avéré exactement comme elle le souhaitait ,,,,,. Shankar Lamichhane, éminent écrivain et essayiste a écrit la préface du roman. 
Plus largement, son œuvre abondante est très influencée par ses idées progressistes, de gauche et féministes. Elle est célibataire et sans enfant, statut très rare chez la femme népalaise. Dans ses mémoires, elle décrit les drames ayant marqué sa vie : la disparition prématurée de sa mère, les troubles mentaux de son père, la mort par noyade de son frère, sa maladie, un amour de jeunesse impossible. Ainsi, l'aliénation et l'athéisme sont des thèmes fréquents dans son œuvre, pessimiste, mais illuminée par le regard sincère et lucide qu'elle porte sur la société de son pays. Elle a progressé dans la vie en s'impliquant dans diverses campagnes et mouvements sociaux, en gardant une haute conscience du fait que la lutte est une condition essentielle de la vie. Sa littérature ne pouvait en aucun cas rester insensible à l’influence de tous ces milieux. En 1992 (2049 selon le calendrier hindou Vikram Samvat), elle déclare : « L'idée de contrôler un écrivain n'est pas scientifique. Les écrivains devraient bénéficier d'une certaine liberté ».

## Analyse et réception
Parijat, qui était connu comme une écrivaine de premier plan avant la publication de La Fleur bleue du jacaranda a soudainement atteint le sommet de la gloire par la suite. C'est son roman ayant eu le plus d’impact sur la société. Lors de sa parution, il fit scandale. Le livre fut jugé décadent et vulgaire par ceux qui furent choqués par la description crue des expériences sexuelles du narrateur, autant que par les cheveux coupés et l'attitude libre de l'héroïne. Aussi, pour la première fois, un roman, dont l'autrice est issue d'une caste pauvre et bouddhiste, ne faisait pas l'apologie de la société hindoue traditionnelle mais dénonçait ses normes inhumaines. Le fait que l'auteur soit une femme était déjà exceptionnel, mais de plus, elle osait se mettre dans la peau de ce soldat. Censé être un emblème de la virilité dans un pays de tradition militaire, il est ici un antihéros, miné par le fardeau moral de ses souvenirs de guerre. De son côté, le personnage féminin principal est à l'opposé de l'image traditionnelle de la féminité, le premier devoir de la femme dans cette société étant clairement défini comme étant la soumission à son mari. De son côté, Sakambari a les cheveux courts, fume beaucoup de cigarettes, se montre cynique et irrespectueuse. Elle est une alter ego de l'autrice, qui exprime librement des idées antimilitaristes et progressistes. Elle symbolise la conscience intellectuelle moderne ébranlant un Népal conservateur, représenté par Suyog,.
Cependant, ce symbolisme n'est pas teinté de manichéisme. Le soldat, bien que brutal, est aussi sensible ; il est capable de violer une femme sans état d'âme, mais il est terrorisé par le sentiment amoureux. Cette ambivalence le rend très humain. D'abord anodin, le récit révèle rapidement beaucoup de non-dits et des failles intérieures. La révolte de l'une et le fatalisme désabusé de l'autre cachent un vide intérieur et une souffrance omniprésente. L'autrice part des mêmes bases que l'enseignement du Bouddha : la vie est souffrance, le bonheur impossible. Athée, elle ne cherche pas refuge dans la béatitude du Nirvana, mais un Vide désespéré et existentialiste plus proche du Néant occidental que de la Vacuité bouddhique qui, elle, propose une voie de délivrance. Parijat reste proche de sa religion d'origine en voyant dans l'inaptitude à aimer la cause première de la souffrance. Toutefois, c'est bien un profond nihilisme qu'elle exprime dans ce livre. Les mots "absurdité, vide, désespoir" reviennent comme un leitmotiv. La cigarette, l'orchidée carnivore et la fleur de jacaranda (ici bleue, couleur symbolique du poison au Népal) sont, étrangement, symboles à la fois de liberté et de mort.
Les affres de l'état amoureux sont décrits avec autant de sensibilité que de précision presque clinique. En filigrane, ils révèlent la puissance des pressions sociale et familiale du pays, d'une manière évoquant La Nuit bengali de Mircea Eliade. L'attachement quasi incestueux du frère aîné laisse transparaître un sens aigu de la possession par la famille. Si un simple baiser peut prendre l'importance d'un viol et d'une atteinte fatale à la pureté, c'est que l'on est au cœur d'une société de castes où les comportements sont extrêmement codifiés. Le contact physique peut valoir une souillure et les filles se marient vierges. En décrivant par le menu les souffrances morales provoquées par ce faisceau de règles et d'interdits, l'auteure dénonce l'étouffante rigidité des traditions. Ce huis clos laisse peu de place à l'action, rythmé par les changements de saison. Parijat s'est toujours réclamée de l'influence de Jean-Paul Sartre et Albert Camus. Mais son écriture sous forme d'instantanés, de moments disséqués en coupe verticale, de préférence à un déroulement linéaire, rappelle une sensibilité bien asiatique, évoquant la littérature japonaise. Ce texte au ton original fait surgir par fulgurance des images fortes et poétiques, parfois surréalistes. Ses tournures de phrases particulières à l'auteure rendent parfois la traduction difficile.
Dans ce roman, elle a tissé sa philosophie de vie existentielle, affinée par l'expérience et éclairée par l'étude. La principale force de ce livre réside dans son orientation philosophique, tout aussi perspicace d’un point de vue psychologique. C’est la raison pour laquelle il a atteint le sommet de sa popularité. En fait, il n’est pas seulement l’œuvre la plus célèbre de la carrière littéraire personnelle de son autrice, mais c’est une réalisation unique dans toute l’histoire des romans népalais modernes. Il est une proclamation claire de son époque, une préfiguration d’une nouvelle voie. 
Le Népal présenté ici est loin de la vision assez mièvre que l'Occident entretien sur ce pays. Ici, ni "couleur locale", ni "gentillesse" tant vantée du peuple népalais. Il y est plutôt rongé par la discrimination des sexes, la violence faite aux femmes, le carcan des castes, l'alcoolisme, la maladie et la mort. Ce sont les thèmes qui sont présents dans l'ensemble de l'œuvre d'une romancière humaniste qui a milité toute sa vie pour le progrès social et les droits de l'Homme dans son pays.
Le livre Parijat : Introduction et évaluation (sorti en 1993) de Chudamani Regmi comprend un chapitre intitulé « Diverses réactions à La Fleur bleue du jacaranda ». Même en ne lisant que cet article, il n’est pas difficile de comprendre à quel point des écrivains de gauche népalais ont critiqué ce livre. Dans une certaine mesure, certains tentent même de prouver leur opinion que ce roman est plus faible que les autres de l'écrivaine en mettant en avant le fait que « Parijat elle-même a dit qu'elle aurait brûlé La Fleur bleue du jacaranda ». Mais aurait-elle aussi brûlé un livre qui l'avait satisfait et atteint le sommet de sa popularité parce qu'il avait été critiqué ? L'aurait-elle dit uniquement pour échapper à ses amis de gauche qui la pointaient du doigt ? Dans une autre interview (Aijan, p. 306-307), elle a déclaré « Après cette maladie, j'écrivais des poèmes de désespoir. J'ai mes propres traits de caractère. Il faut aussi les évaluer, les explorer. Et j'ai écrit La Fleur bleue du jacaranda… Je l'ai moi-même qualifié de roman anti-populaire. Même s'il n'existe plus, il n'est pas mort aujourd'hui ». L'expression « mais il n'est pas mort » indique ici l'amour du peuple pour lui.
Dans la même interview (Aijan, p. 265), elle répondit à une question qui cherchait à mettre en évidence les faiblesses intellectuelles du roman : « Je l'ai peut-être déjà dit, c'est-à-dire que j'écris sans avoir conscience de qui que ce soit. Je ne pense pas avoir atteint ce sommet intellectuel. Parce que je m'intéresse à des romans comme celui-ci. Un roman doit aussi être intellectuel. L’intellectualisme est-il la faute de la littérature ? » Malgré toutes les pressions des cercles politiques pour prouver que Parijat avait écrit un roman anti-populaire basé sur son aspect idéologique, et malgré le fait que Parijat l'ait dit lui-même, en réalité elle l'aimait dans son cœur. Toutes les œuvres qu’elle a écrites au cours de sa carrière littéraire sont puissantes en elles-mêmes. Cependant, celui-ci est de la plus haute qualité en raison du pouvoir unique inhérent au roman. Il se caractérise par sa hauteur intellectuelle, une profondeur conceptuelle, la libre circulation de son langage poétique, la résonance ininterrompue de sa douceur littéraire et, surtout, sa représentation franche de la réalité ironique de l'existence humaine et l'amère vérité qu'il y a du chagrin ici et là dans la vie, Mais ce n'est pas un roman qui encourage à se détourner de la vie. Nul ne peut soudainement éviter de choisir de vivre la vie. La grande force de ce livre est sa capacité à donner une voix haute à la vérité existentielle qui ne peut être évitée à travers le caractère unique de son anti-héros. En fait, c'est une œuvre très importante qui peut apporter un nouveau tournant dans l’histoire du roman népalais. De plus, il s’agit d’une œuvre intemporelle, non seulement de la littérature romanesque népalaise, mais de toute la littérature népalaise.
Malgré les scandales, le roman a reçu le Madan Puraskar (en) de la meilleure fiction pour l'année 1965. Parijat a été la première femme à l'obtenir. Considéré comme un chef-d'œuvre, il marqua pour son autrice les débuts de sa célébrité, qui est considérée comme le plus grand écrivain de son pays. Michael Hutt (en), dans Himalayan Voices, étude sur la littérature népalaise, cite son livre comme l'un des textes fondateurs du roman népalais moderne.

## Traductions et adaptations
Shirishko Phool est le premier roman de la littérature népalaise à être traduit en anglais et à être diffusé mondialement. Parmi ses traductions :
- Il a été traduit en anglais par Sondra Zeidenstein avec l'aide de Tankavilash Bharya en 1972, sous le titre « Blue Mimosa ». Après sa traduction, il a été inclus dans le programme de l'Université du Maryland aux États-Unis[3],[5].
- Il a été traduit en français en 1998 par Corinne Atlan chez les éditions Stock, dans la collection "Nouveau cabinet cosmopolite"[1].

Le roman a aussi été adapté :
- Il l'a été en un long métrage en langue népalaise du même nom par le réalisateur japonais Toshiaki Ito[8],[9].
- Puis en pièce de théâtre par le Theatre Mall, à Kirtipur (au Népal) en 2022. La pièce a été mise en scène par Anjan Pradip, conceptualisée par Kedar Shrestha et adaptée par la troupe Chautho Aayam[10].